# Grad Ploštanj
Grad Ploštanj  tudi Plauštajn (nemško Blumenstein) je stal na prepadni steni hriba Male Resevne nad naseljem  Šibenik južno od  občine Šentjur pri Celju. Pozidali so ga lastniki krški škofje konec 12. stoletja. Razrušili naj bi ga Turki konec 15. stoletja. O njem danes ni več sledu.  Ploštanj je bil nazadnje omenjen leta 1498.

## Zgodovina
Prva posredna omemba gradu je iz leta 1197, ko je omenjen vitez  krške škofije Herman Ploštanjski (“Hermannus de Plumensteine”). Ta krški grad so upravljali njihovi ministeriali Vitezi Ploštanjski med katerimi je leta 1241 je omenjen vitez Henrik Ploštajnski nato pa leta 1265 viteza Voschalk in Albreht Blomensteinska. Leta 1247 in 1275 viri navajajo Leopolda in verjetno njegovega enako imenovanega sina, ki je bil gradiščan na bližnjem gradu Anderburgu. Leta 1287 se omenja Jansel in leta 1304 Sigmar ter 1341 Sigmar in Nikel ko prisednika v krškem fevdnem sodišču (“Lehengericht”).
Grad se prvič omenja 1241 kot „Plomstein“ in nato 1247 kot Plumeynstaein in 1354 prvič kot vest Plemenstain. Leta 1341 sta ga Sigmar in Nikel Ploštanjska prodala Sweikerju in Henriku Gundolfinškemu, a ga je krški škof že leta 1354 podelil v fevd Konradu Landauskemu. Leta 1366 sta ga Konrad in Henrik Leskovarja prodala celjskim grofom, leta 1404 pa ga je kot krški fevd dobil grof Herman Celjski. V celjskem urbarju se grad leta 1498 omenja zadnjič. Po ljudskem izročilu naj bi ga  v tistem času razdejali Turki.